# Helene Junker
Helene „Leni” Junker (później Thymm, ur. 8 grudnia 1905 w Kassel, zm. 9 lutego 1997 w Wilhelmshaven) – niemiecka lekkoatletka specjalizująca się w krótkich biegach sprinterskich, płotkarskich oraz skoku wzwyż, uczestniczka letnich igrzysk olimpijskich w Amsterdamie (1928), brązowa medalistka olimpijska w biegu sztafetowym 4 × 100 metrów.

## Sukcesy sportowe
- dwukrotna medalistka mistrzostw Niemiec w biegu na 100 metrów – złota (1931) oraz brązowa (1928)[1]
- mistrzyni Niemiec w biegu na 80 metrów przez płotki – 1932[2]
- wicemistrzyni Niemiec w skoku wzwyż – 1923[3]

| Rok  | Miasto    | Zawody               | Konkurencja        | Wynik         |
| ---- | --------- | -------------------- | ------------------ | ------------- |
| 1928 | Amsterdam | Igrzyska olimpijskie | sztafeta 4 × 100 m | brązowy medal |

## Rekordy życiowe
- bieg na 100 metrów – 12,1 – Lipsk 17/06/1928[4]
- bieg na 80 metrów przez płotki – 12,3 – Lipsk 26/06/1932
- skok wzwyż – 1,50 – Duisburg 11/09/1927
- skok w dal – 5,53 – Erfurt 12/07/1931